# Driss Bensaid
Driss Bensaïd (Majmaa Tolba, 1984) is een Marokkaanse atleet die is gespecialiseerd in de lange afstanden. Ondanks dat hij van Marokkaanse afkomst is, loopt hij de meeste wedstrijden in Europa.
In 2005 won hij de marathon van Saarbeek in 2:23.06. Op 23 april 2006 maakte bij de 21e editie van de Antwerp 10 Miles onderdeel uit van een kopgroep en won de eindsprint.

## Palmares

### 3000 m
- 2003:  Abendsportfest des TV Waldstrasse in Wiesbaden - 8.48,75
- 2004:  Pfungstadt Abendsportfest - 8.14,79
- 2005:  Forbach - 8.04,56

### 5000 m
- 2003:  Abendsportfest des TV Waldstrasse in Wiesbaden - 15.01,23
- 2004:  Pfungstadt Abendsportfest - 14.47,13
- 2005:  Flanders Cup in Kessel-Lo - 14.10,96

### 5 km
- 2005:  Antwerpen - 14.22

### 10 km
- 2005:  Le Havre - 30.02
- 2005: 6e Nike Hilversum City Run - 29.33
- 2006: 10e Groet uit Schoorl Run - 30.11
- 2006: 17e Parelloop - 30.44
- 2006:  Corrida de Dinant - 30.20
- 2008: 4e Villa de Laredo - 30.08

### 15 km
- 2006: 5e Haagse Beemden Loop - 47.05
- 2007: 5e Carerra Internacional de Santurce a Bilbao - 52.14

### 10 Eng. mijl
- 2006:  Antwerpen Ten Miles - 47.17

### marathon
- 2005:  marathon van Saarbeek - 2:23.06

### veldlopen
- 2005:  Sprintcross Breda - 31.33